# 斯莫良卡 (切爾尼希夫州)
51°14′52″N 31°27′3″E / 51.24778°N 31.45083°E
斯莫良卡（羅馬化：Smolianka）是烏克蘭的村落，位於該國北部切爾尼希夫州，由切爾尼希夫區負責管轄，始建於1687年，面積3.28平方公里，海拔高度118米，2001年人口1,334，人口密度每平方公里406.5人。